# Франчика-Нава ди Бонтифе, Джузеппе
Джузеппе Франчика-Нава ди Бонтифе (итал. Giuseppe Francica-Nava de Bontifè; 23 июля 1846, Катания, королевство Обеих Сицилий — 7 декабря 1928, Катания, королевство Италия) — итальянский кардинал и папский дипломат. Титулярный епископ Алабанды и вспомогательный епископ Кальтаниссетты с 9 августа 1883 по 24 мая 1889. Титулярный архиепископ Гераклеи Европейской с 24 мая 1889 по 18 марта 1895. Апостольский нунций в Бельгии с 6 июня 1889 по 18 марта 1895. Архиепископ Катании с 18 марта 1895 по 7 декабря 1928. Апостольский нунций в Испании с 6 августа 1896 по 19 июня 1899. Кардинал-священник с 19 июня 1899, с титулом церкви Санти-Джованни-э-Паоло с 22 июня 1899. Кардинал-протопресвитер с 19 ноября 1924 по 7 декабря 1928.